# Ausschüsse des Landtages Mecklenburg-Vorpommern
Gemäß Artikel 33 der Verfassung des Landes Mecklenburg-Vorpommern setzt der Landtag zur Vorbereitung seiner Verhandlungen und Beschlüsse Ausschüsse ein, deren Zusammensetzung dem Stärkeverhältnis der Fraktionen zu entsprechen hat.

## Ausschüsse der 8. Wahlperiode
Am 15.11.2021 wurden die Ausschüsse der 8. Wahlperiode durch den Landtag Mecklenburg-Vorpommern eingesetzt:
- Petitionsausschuss
- Ausschuss für Inneres, Bau und Digitalisierung (Innenausschuss)
- Ausschuss für Justiz, Gleichstellung, Verbraucherschutz, Verfassung, Geschäftsordnung, Wahlprüfung und Immunitätsangelegenheiten (Rechtsausschuss)
- Finanzausschuss
- Ausschuss für Wirtschaft, Infrastruktur, Energie, Tourismus und Arbeit (Wirtschaftsausschuss)
- Ausschuss für Klimaschutz, Landwirtschaft und Umwelt (Agrarausschuss)
- Ausschuss für Bildung und Kindertagesstätten (Bildungsausschuss)
- Ausschuss für Soziales, Gesundheit und Sport (Sozialausschuss)
- Ausschuss für Wissenschaft, Kultur, Bundesangelegenheiten, Angelegenheiten der Europäischen Union und internationale Angelegenheiten (Wissenschafts- und Europaausschuss)

Die Konstituierung der Ausschüsse fand am 2. und 3.12.2021 statt.

## Ausschüsse der 7. Wahlperiode
In der 2. Sitzung des 7. Landtags wurde am 1. November 2016 die Einsetzung von neun Ausschüssen beschlossen, denen jeweils elf Abgeordnete angehören. Damit bestanden die Ausschüsse jeweils aus vier Vertretern der Fraktion der SPD, drei Vertretern der AfD-Fraktion, zwei Vertretern der Fraktion der CDU und zwei Vertretern der Fraktion DIE LINKE.
Nach Abspaltung der Fraktion „Bürger für Mecklenburg-Vorpommern“ (BMV) von der Fraktion der AfD beschloss der Landtag in seiner 20. Sitzung am 28. September 2017, die Mandatsverteilung auf nunmehr vier Vertreter der Fraktion der SPD, zwei Vertreter der Fraktion der CDU, zwei Vertreter der AfD, zwei Vertreter der Fraktion DIE LINKE und einen Vertreter der Fraktion „Bürger für Mecklenburg-Vorpommern“ anzupassen.
Die Ausschüsse werden im Rahmen der ihnen vom Landtag erteilten Aufträge tätig und geben gegenüber dem Landtagsplenum Beschlussempfehlungen ab. Die acht Fachausschüsse haben darüber hinaus aus dem Einsetzungsbeschluss eine eigene fachliche Zuständigkeit. In diesem Rahmen können sie sich mit Angelegenheiten aus ihrem Aufgabengebiet befassen und hierzu dem Landtag Empfehlungen geben.
Der Petitionsausschuss ist in Artikel 35 der Verfassung des Landes Mecklenburg-Vorpommern besonders geregelt, seine Zuständigkeit ist nicht fachlich abgegrenzt, sondern umfasst die Behandlung aller Vorschläge, Bitten und Beschwerden der Bürger sowie die Berichte der Beauftragten des Landtags.
Die Ausschusssitzungen sind nicht öffentlich, für einzelne Sitzungen oder Beratungsgegenstände kann der Ausschuss anderes beschließen. Für Anhörungen sieht § 17 Absatz 2 der Geschäftsordnung des Landtags vor, dass diese grundsätzlich öffentlich sind. Für den Untersuchungsausschuss gelten besondere Bestimmungen nach dem Untersuchungsausschussgesetz.

## Petitionsausschuss

### Aufgaben
Der Petitionsausschuss ist der vom Landtag eingesetzte Ausschuss zur Behandlung von Vorschlägen, Bitten und Beschwerden der Bürger (Artikel 35 Landesverfassung). Der Ausschuss ist auch zuständig für die Behandlung der Berichte der Beauftragten des Landtags, nämlich des Landesbeauftragten für Datenschutz und Informationsfreiheit und des Bürgerbeauftragten. Das Gesetz zur Behandlung von Vorschlägen, Bitten und Beschwerden der Bürger sowie über den Bürgerbeauftragten des Landes Mecklenburg-Vorpommern regelt hierzu: „Jeder hat das Recht, sich einzeln oder in Gemeinschaft mit anderen mit Vorschlägen, Bitten und Beschwerden (Eingaben) schriftlich an den Landtag oder an den Bürgerbeauftragten zu wenden.“

### Mitglieder
Vorsitzender: Manfred Dachner (SPD) 

Stellv. Vorsitzender: Dirk Stamer (SPD)
| Fraktion  | Ordentliche Mitglieder                                      | Stellvertretende Mitglieder                                        |
| --------- | ----------------------------------------------------------- | ------------------------------------------------------------------ |
| SPD       | Christian Brade, Manfred Dachner, Nils Saemann, Dirk Stamer | Rainer Albrecht, Philipp da Cunha, Dirk Friedriszik, Nadine Julitz |
| CDU       | Christiane Berg, Maika Friemann-Jennert                     | Dietmar Eifler, Wolfgang Waldmüller, Torsten Renz                  |
| AfD       | Jens-Holger Schneider, Stephan Reuken                       | Nikolaus Kramer, Jörg Kröger                                       |
| DIE LINKE | Eva-Maria Kröger, Karen Larisch                             | Jacqueline Bernhardt, Simone Oldenburg                             |
| BMV       | Christel Weißig                                             | Ralf Borschke, Matthias Manthei, Bernhard Wildt                    |

## Innen- und Europaausschuss

### Aufgaben
Der Ausschuss für innere Angelegenheiten und Angelegenheiten der Europäischen Union kontrolliert, begleitet und unterstützt als korrespondierender Fachausschuss die Regierungstätigkeit des Ministeriums für Inneres und Europa. Schwerpunktmäßig befasst sich der Innenausschuss mit kommunalen Angelegenheiten, der Polizei, der Feuerwehr, dem Sport und dem Verfassungsschutz und Angelegenheiten der Europäischen Union.

### Mitglieder
Vorsitzender: Marc Reinhardt (CDU)

Stellv. Vorsitzende: Nikolaus Kramer (AfD)
| Fraktion  | Ordentliche Mitglieder                                                   | Stellvertretende Mitglieder                                                 |
| --------- | ------------------------------------------------------------------------ | --------------------------------------------------------------------------- |
| SPD       | Manfred Dachner, Dirk Andreas Friedriszik, Ralf Mucha, Martina Tegtmeier | Tilo Gundlack, Thomas Schwarz, Dirk Stamer, Susann Wippermann               |
| CDU       | Ann Christin von Allwörden, Marc Reinhardt                               | Sebastian Ehlers, Maika Friemann-Jennert, Franz-Robert Liskow, Torsten Renz |
| AfD       | Nikolaus Kramer, Horst Förster                                           | Bert Obereiner, Stephan Reuken, Jens-Holger Schneider                       |
| DIE LINKE | Peter Ritter, Jeannine Rösler                                            | Jacqueline Bernhardt, Karsten Kolbe                                         |
| BMV       | Matthias Manthei                                                         | Ralf Borschke, Christel Weißig, Bernhard Wildt                              |

## Rechtsausschuss

### Aufgaben
Der Ausschuss für Justiz, Verfassung, Geschäftsordnung, Wahlprüfung, Immunitätsangelegenheiten, Bundesangelegenheiten und internationale Angelegenheiten ist zuständig für:
- Bundesangelegenheiten: Koordinierung der Landes- und Bundespolitik einschließlich Norddeutscher Zusammenarbeit; Vertretung des Landes beim Bund
- Justiz, einschließlich Kirchenangelegenheiten: Gerichtswesen u. -organisation, Staatsanwaltschaft, Notariatswesen, Rechtsanwaltschaft; Justizvollzug, Ambulante Straffälligenarbeit, Gnadenwesen; Verfassungsrecht; Verwaltungs- und Verwaltungsverfahrensrecht; Europarecht, Völkerrecht, Materielles Strafrecht, Strafverfahrensrecht, Gerichtsorganisation, Zivilverfahrensrecht, Bürgerliches Recht, Freiwillige Gerichtsbarkeit, Sachenrecht, Vereinigungsbedingtes Sonderrecht, Handels- und Gesellschaftsrecht, Europäisches Zivilrecht, Staatshaftungssachen; Kirchenangelegenheiten; Normprüfstelle, Deregulierungsstelle, ressortübergreifender Bürokratieabbau; Juristenausbildung und -prüfung; Rehabilitierung und Wiedergutmachung
- Verfassung und Geschäftsordnung: Vorbereitung der Beteiligung an Verfassungsrechtsstreitigkeiten (§ 69 GO LT); Richteranklage (§ 71 GO LT), Auslegung der Geschäftsordnung (§ 107 GO LT)
- Wahlprüfung: Wahlprüfungsausschuss (§ 27 GO LT)
- Immunitätsangelegenheiten: Behandlung von Immunitätsangelegenheiten (§ 70 GO LT)
- Vorbereitung der Wahl von Mitgliedern des Landesverfassungsgerichts
- Internationale Angelegenheiten des Landtages:

Ostseekooperation mit: Ostseeparlamentarierkonferenz, Helsinki-Kommission (HELCOM), Parlamentsforum Südliche Ostsee (PSO), Zusammenarbeit mit den Sejmiks der Woiwodschaften Westpommern und Pommern, Ostseefrauenkonferenz

Weitere europäische Zusammenarbeit:
Konferenz der Präsidentinnen u. Präsidenten der regionalen Parlamente mit Gesetzgebungsbefugnissen (CALRE)

Sonstige Veranstaltungen und Angelegenheiten im Rahmen der internationalen Zusammenarbeit sowie Wahrnehmung europäischer und internationaler Aufgaben des Landtages mit seinen Ausschüssen, soweit diese nicht anderweitig wahrgenommen werden.
Als Fachgremium des Landtages Mecklenburg-Vorpommern kontrolliert der Rechtsausschuss die Regierungstätigkeit der Staatskanzlei und des Justizministeriums. Die Ausschussmitglieder sind zugleich Mitglieder des besonderen Ausschusses im Sinne der Landesverfassung, dem die Vorbereitung der Wahl der Mitglieder des Landesverfassungsgerichts obliegt.

### Mitglieder
Vorsitzender: Philipp da Cunha (SPD)

Stellv. Vorsitzender: Christoph Grimm (AfD)
| Fraktion  | Ordentliche Mitglieder                                                   | Stellvertretende Mitglieder                                                      |
| --------- | ------------------------------------------------------------------------ | -------------------------------------------------------------------------------- |
| SPD       | Philipp da Cunha, Dirk Andreas Friedriszik, Mathias Brodkorb, Ralf Mucha | Elisabeth Aßmann, Thomas Krüger, Nils Saemann, Jochen Schulte, Martina Tegtmeier |
| CDU       | Sebastian Ehlers, Holger Kliewe                                          | Maika Friemann-Jennert, Vincent Kokert, Burkhard Lenz, Torsten Renz              |
| AfD       | Christoph Grimm, Ralf Weber                                              | Sandro Hersel Horst Förster                                                      |
| DIE LINKE | Jacqueline Bernhardt, Peter Ritter                                       | Jeannine Rösler, Karsten Kolbe                                                   |
| BMV       | Matthias Manthei                                                         | Ralf Borschke, Christel Weißig, Bernhard Wildt                                   |

## Finanzausschuss

### Aufgaben
Themenschwerpunkte der Arbeit des Finanzausschusses sind das Haushaltsrecht und die Haushaltssystematik, die Haushaltskontrolle, die Steuern und Abgaben, das Staatsvermögen und die Staatsschulden sowie die Personalausgaben und die Angelegenheiten des Stellenplanes.
Der Finanzausschuss befasst sich daher insbesondere mit folgenden Themen:
Haushaltsplanaufstellung und -bewirtschaftung; Mittelfristige Finanzplanung (MFP) und Investitionsplanung; Vorbereitung und Begleitung der Haushaltsberatungen; Vorbereitung und Begleitung von Haushaltsgesetzen; Vorbereitung und Begleitung von Gesetzen mit finanziellem Bezug; EU-Haushaltsfragen; EU-Strukturfonds; Modernisierung des Haushaltswesens, Kosten-Leistungs-Rechnung (KLR), Doppik, Produkthaushalt; Finanzverfassung, LHO, Haushaltsgesetze, Verwaltungsvorschriften, Förderrichtlinien, Runderlasse; Haushaltsrechnung; Vorbereitung und Begleitung der Verfahren zur Haushaltsentlastung der Landes-regierung Zuständigkeiten des Finanzausschusses im Landtag Mecklenburg-Vorpommern; Vorbereitung und Begleitung der Verfahren zur Haushaltsentlastung des Landes-rechnungshofes; über- und außerplanmäßige Ausgaben und Verpflichtungsermächtigungen; Fortschrittsberichte „Aufbau Ost“; Stabilitätsberichte Mecklenburg-Vorpommern; Berichte des Landesrechnungshofes; Entsperrung von Haushaltstiteln; Beratung von Finanzvorlagen des Finanzministeriums; Beratung und Zustimmung zu Veränderungen im Haushalt gemäß Haushaltsgesetz; Steuerschätzung, Entwicklung der Steuereinnahmen; Steuerarten; Steuerverwaltung, Finanzverwaltung; Kreditaufnahme und Schuldendienst; Bürgschaften; Sparkassenaufsicht; privatrechtliche und öffentlich-rechtliche Landesbeteiligungen; Landesbetriebe; Stiftungen; Staatshochbau und Liegenschaften des Landes; Wirtschaftspläne; Bundesstaatlicher Finanzausgleich, insbesondere Länderfinanzausgleich und Bundesergänzungszuweisungen; Kommunaler Finanzausgleich; Zukunftsinvestitionsprogramm ZIP-MV; Stellenplan und Personalkonzept; Beratung und Zustimmung zu Veränderungen im Stellenplan gemäß Haushaltsgesetz; Personalausgabenbudgetierung und -überwachung; Besoldung und besoldungsrechtliche Nebengesetze; Versorgung, Versorgungsfonds, Beihilfen
Als Fachgremium des Landtages kontrolliert der Finanzausschuss die Tätigkeit der Landesregierung.

### Mitglieder
Vorsitzender: Gunter Jess (AfD)

Stellv. Vorsitzender: Tilo Gundlack (SPD)
| Fraktion  | Ordentliche Mitglieder                                             | Stellvertretende Mitglieder                                                |
| --------- | ------------------------------------------------------------------ | -------------------------------------------------------------------------- |
| SPD       | Elisabeth Aßmann, Tilo Gundlack, Thomas Schwarz, Susann Wippermann | Jörg Heydorn, Thomas Krüger, Ralf Mucha, Jochen Schulte, Martina Tegtmeier |
| CDU       | Dietmar Eifler, Egbert Liskow                                      | Holger Kliewe, Burkhard Lenz, Marc Reinhardt, Torsten Renz                 |
| AfD       | Sandro Hersel, Gunter Jess                                         | Dirk Lerche                                                                |
| DIE LINKE | Karsten Kolbe, Jeannine Rösler                                     | Torsten Koplin, Peter Ritter                                               |
| BMV       | Bernhard Wildt                                                     | Ralf Borschke, Matthias Manthei, Christel Weißig                           |

## Wirtschaftsausschuss

### Aufgaben
Der Ausschuss für Ausschuss für Wirtschaft, Arbeit und Gesundheit beschäftigt sich u. a. mit folgenden Themen: Wirtschafts- und Strukturpolitik; Industrie; Schiffbaufinanzierung; Gesundheitswirtschaft; Technologie; Förderung der gewerblichen Wirtschaft; Förderung der kommunalen Infrastruktur; EFRE-Förderung; Existenzgründungen; Unternehmensansiedlungen und -erweiterungen; Handwerk, Kammerwesen; Gewerberecht; Berufliche Bildung, Fachkräftesicherung; Abfallwirtschaft, Immissionsschutz; Wohnungswesen und soziale Wohnraumförderung; Bauwirtschaft; Stadtentwicklung und Städtebauförderung; Tourismus.
Der Wirtschaftsausschuss kontrolliert als Fachgremium des Landtages die Regierungstätigkeit des Wirtschaftsministeriums des Landes Mecklenburg-Vorpommern.

### Mitglieder
Vorsitzender: Dietmar Eifler (CDU)

Stellv. Vorsitzender: Henning Foerster (DIE LINKE)
| Fraktion  | Ordentliche Mitglieder                                           | Stellvertretende Mitglieder                         |
| --------- | ---------------------------------------------------------------- | --------------------------------------------------- |
| SPD       | Rainer Albrecht, Jörg Heydorn, Jochen Schulte, Susann Wippermann | Christian Brade, Philipp da Cunha, Tilo Gundlack    |
| CDU       | Dietmar Eifler, Wolfgang Waldmüller                              | Sebastian Ehlers, Burkhard Lenz, Torsten Renz       |
| AfD       | Dirk Lerche, Bert Obereiner                                      | Gunter Jess, Thomas de Jesus Fernandes, Ralph Weber |
| DIE LINKE | Henning Foerster, Torsten Koplin                                 | Eva-Maria Kröger, Mignon Schwenke                   |
| BMV       | Bernhard Wildt                                                   | Ralf Borschke, Matthias Manthei, Christel Weißig    |

## Agrarausschuss

### Aufgaben
Für folgende Aufgabenfelder ist der Ausschuss für Landwirtschaft und Umwelt zuständig: Landwirtschaftliche Produktion; Forst und Jagd; Ernährungswirtschaft; Fischerei; Entwicklung ländlicher Räume; Umsetzung der Gemeinsamen Agrarpolitik (GAP) der Europäischen Union; Umwelt-, Arten- und Biotopschutz; Netzwerk Natura-2000 Landschaftspflege; Wasserwirtschaft; Abwasserbehandlung; Meeresumweltschutz.
Als Fachgremium des Landtages kontrolliert der Agrarausschuss die Regierungstätigkeit des Ministeriums für Landwirtschaft, Umwelt und Verbraucherschutz des Landes Mecklenburg-Vorpommern.

### Mitglieder
Vorsitzende: Elisabeth Aßmann (SPD)

Stellv. Vorsitzender: Holger Kliewe (CDU)
| Fraktion  | Ordentliche Mitglieder                                        | Stellvertretende Mitglieder                       |
| --------- | ------------------------------------------------------------- | ------------------------------------------------- |
| SPD       | Elisabeth Aßmann, Andreas Butzki, Thomas Krüger, Nils Saemann | Christian Brade, Nadine Julitz, Dirk Stamer       |
| CDU       | Holger Kliewe, Burkhard Lenz                                  | Vincent Kokert, Beate Schlupp, Torsten Renz       |
| AfD       | Sandro Hersel, Jürgen Strohschein                             | Thomas de Jesus Fernandes, Dirk Lerche            |
| DIE LINKE | Mignon Schwenke, Wolfgang Weiß                                | Eva-Maria Kröger                                  |
| BMV       | Ralf Borschke                                                 | Matthias Manthei, Christel Weißig, Bernhard Wildt |

## Bildungsausschuss

### Aufgaben
Der Ausschuss für Bildung, Wissenschaft und Kultur beschäftigt sich mit folgenden Themen:
- Frühkindliche Bildung
- Allgemeinbildende Schulen (Schulgestaltung, Schulaufsicht und Schulentwicklung)
- Berufliche Schulen und Erwachsenenbildung
- Politische Bildung
- Hochschule und Studium
- Wissenschaft und Forschung
- Kultur
- Landeszentrale für politische Bildung; Landesbeauftragte für die Unterlagen des Staatssicherheitsdienstes der ehemaligen DDR

Als Fachgremium des Landtages Mecklenburg-Vorpommern kontrolliert der Bildungsausschuss die Regierungstätigkeit des Ministeriums für Bildung, Wissenschaft und Kultur.

### Mitglieder
Vorsitzender: Jörg Kröger (AfD)

Stellv. Vorsitzender: Andreas Butzki (SPD)
| Fraktion  | Ordentliche Mitglieder                                    | Stellvertretende Mitglieder                                                        |
| --------- | --------------------------------------------------------- | ---------------------------------------------------------------------------------- |
| SPD       | Andreas Butzki, Tilo Gundlack, Nadine Julitz, Dirk Stamer | Rainer Albrecht, Christian Brade, Manfred Dachner, Jörg Heydorn, Susann Wippermann |
| CDU       | Marc Reinhardt, Franz-Robert Liskow                       | Ann Christin von Allwörden, Wolfgang Waldmüller, Torsten Renz                      |
| AfD       | Jörg Kröger, Jens-Holger Schneider                        | Gunter Jess, Stephan Reuken                                                        |
| DIE LINKE | Simone Oldenburg, Karsten Kolbe                           | Eva-Maria Kröger, Karen Larisch                                                    |
| BMV       | Bernhard Wildt                                            | Ralf Borschke, Matthias Manthei, Christel Weißig                                   |

## Energieausschuss

### Aufgaben
Zu den Themen des Ausschusses für Energie, Infrastruktur und Digitalisierung zählen insbesondere:
- Energie,
- Infrastruktur,
- Breitbandausbau,
- Digitalisierung,
- Verkehr,
- Städte- und Wohnungsbau
- Raumordnung und Landesentwicklung

Der Energieausschuss kontrolliert, begleitet und unterstützt als korrespondierender Fachausschuss die Regierungstätigkeit des Ministeriums für Energie, Infrastruktur und Landesentwicklung.

### Mitglieder
Vorsitzender: Rainer Albrecht (SPD)

Stellv. Vorsitzender: Bert Obereiner (AfD)
| Fraktion  | Ordentliche Mitglieder                                             | Stellvertretende Mitglieder                                                        |
| --------- | ------------------------------------------------------------------ | ---------------------------------------------------------------------------------- |
| SPD       | Rainer Albrecht, Christian Brade, Philipp da Cunha, Jochen Schulte | Andreas Butzki, Dirk Friedriszik, Tilo Gundlack, Thomas Schwarz, Susann Wippermann |
| CDU       | Christiane Berg, Franz-Robert Liskow                               | Dietmar Eifler, Holger Kliewe, Egbert Liskow, Torsten Renz, Wolfgang Waldmüller    |
| AfD       | Bert Obereiner, Stephan Reuken                                     | Christoph Grimm, Sandro Hersel, Jürgen Strohschein, Bernhard Wildt                 |
| DIE LINKE | Eva-Maria Kröger, Mignon Schwenke                                  | Henning Foerster, Wolfgang Weiß                                                    |
| BMV       | Ralf Borschke                                                      | Matthias Manthei, Christel Weißig, Bernhard Wildt                                  |

## Sozialausschuss

### Aufgaben
Der Ausschuss für Soziales, Integration und Gleichstellung kontrolliert als Fachgremium des Landtages Mecklenburg-Vorpommern er die Regierungstätigkeit des Ministeriums für Arbeit, Gleichstellung und Soziales.

### Mitglieder
Vorsitzender: Torsten Koplin (DIE LINKE)

Stellv. Vorsitzende: Nadine Julitz (SPD)
| Fraktion  | Ordentliche Mitglieder                                       | Stellvertretende Mitglieder                                                                             |
| --------- | ------------------------------------------------------------ | --- |
| SPD       | Jörg Heydorn, Nadine Julitz, Thomas Schwarz, Christian Brade | Elisabeth Aßmann, Andreas Butzki, Manfred Dachner, Thomas Krüger, Ralf Mucha, Nils Saemann, Dirk Stamer |
| CDU       | Maika Friemann-Jennert, Sebastian Ehlers                     | Ann Christin von Allwörden, Christiane Berg, Franz-Robert Liskow, Torsten Renz                          |
| AfD       | Ralph Weber, Thomas de Jesus Fernandes                       | Nikolaus Kramer                                                                                         |
| DIE LINKE | Jacqueline Bernhardt, Torsten Koplin                         | Karsten Kolbe, Karen Larisch                                                                            |
| BMV       | Christel Weißig                                              | Ralf Borschke, Matthias Manthei, Bernhard Wildt                                                         |